# Naomi Scott
Pour les articles homonymes, voir Scott.
Naomi Scott, née le 6 mai 1993 à Londres, est une actrice et chanteuse anglaise. 
Elle est remarquée à la télévision, dans le téléfilm Lemonade Mouth (2011) de Disney et dans la série produite par Steven Spielberg, Terra Nova (2011).
Mais c'est au cinéma qu'elle se fait connaître du grand public. D'abord, en incarnant le Ranger Rose dans le blockbuster Power Rangers (2017). Elle est ensuite choisie pour jouer la princesse Jasmine, dans l'adaptation en prise de vues réelles d'Aladdin (2019) et devient l’une des drôles de dames pour le nouveau volet de la comédie d’action Charlie's Angels (2019). En 2024, elle partage la vedette avec Anthony Ramos du film de science fiction « Long Distance ».

## Biographie

### Enfance et formation
Naomi est née à Londres, en Angleterre. Sa mère est née en Ouganda de parents indiens de l'État du Gujarat, son père, un ancien pasteur, est Anglais. Elle a un frère aîné, Joshua.
Elle développe un intérêt pour le milieu du divertissement, dès son plus jeune âge. En effet, elle souhaitait notamment faire partie de la troupe de danse Riverdance.
Elle a commencé sa carrière de chanteuse avec l'équipe de Bridge Church Youth Band et se produisait régulièrement dans des productions musicales et théâtrales scolaires,.
Elle a été découverte plus tard par la chanteuse britannique Kelle Bryan du groupe féminin Eternal, qui la signe en tant que cliente. Elle a travaillé avec les auteurs-compositeurs et producteurs britanniques Xenomania.

### Carrière

#### Débuts à la télévision (2009-2015)
En 2009, elle décroche son premier rôle majeur dans la série Lifes Bites sur Disney Channel UK. Puis en 2011, elle rejoint la distribution du Disney Channel Original Movie, Lemonade Mouth, son premier rôle dans une production américaine, où elle interprète Mohini "Mo" Banjaree, la bassiste du groupe.
La même année, elle intègre la distribution principale de l'attendue série de science-fiction Terra Nova, produite par le célèbre réalisateur Steven Spielberg. La série raconte l'histoire de la vie sur la planète Terre, en 2149, qui est menacée d'extinction à cause de la pollution rendant l'air irrespirable. La végétation a presque complètement disparu. Au hasard d'une expérience, des scientifiques créent une porte spatio-temporelle reliée à 85 millions d'années en arrière à la fin du Crétacé, mais dans une chronologie alternative (évitant ainsi les paradoxes temporels), donnant une chance de survie à l'humanité. Le coût de l'épisode pilote est estimé entre 16 et 20 millions de dollars.
Au mois de janvier 2012, la série est en attente de prolongation : les audiences s'avèrent décevantes. En mars 2012, la Fox confirme qu'à la suite des audiences nettement en deçà des attentes, elle annule la production et envisage de revendre le show à d'autres réseaux. Netflix, notamment, montre son intérêt pour cette reprise, mais les négociations avec la 20th Century Fox Television n'aboutissent pas et conduisent à l'arrêt de la série à l'issue de la première saison composée de 13 épisodes,.
En 2013, elle joue le personnage de Lourdes dans le court métrage Notre Dame de Lourdes.

#### Percée cinématographique (2015-présent)

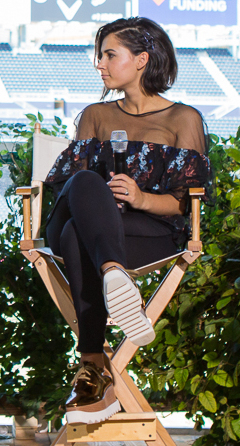
L'actrice durant la promotion de Power Rangers au Comic-Con de San Diego, en 2016.

Le 7 octobre 2015, alors qu'elle tient un rôle secondaire dans l'acclamé film de science-fiction Seul sur Mars, de Ridley Scott, elle est officiellement annoncée dans le rôle de Kimberly Hart, pour le film Power Rangers. Cette même année, elle apparaît dans deux épisodes de la série britannique Inspecteur Lewis et joue un second rôle pour le drame, remarqué par la critique, Les 33 avec Antonio Banderas et Juliette Binoche, en tête d'affiche.
La troisième adaptation sur grand écran de la franchise américaine Power Rangers, après Power Rangers, le film (1995) et Power Rangers Turbo, le film (1997), est commercialisée en 2017. Elle incarne Kimberly Hart, le Ranger Rose. Le film reçoit globalement des critiques mitigées et réalise des résultats corrects au box office sans être le franc succès attendu par la société de production. Néanmoins, la hausse des ventes de jouets et produits dérivés ainsi que le succès rencontré lors de sa sortie en DVD, pourraient compenser les résultats moyens du box-office en vue de la production d'un deuxième opus,,. Cette grosse production permet à l'actrice de se faire remarquer, elle décroche une nomination pour le Teen Choice Awards de la meilleure actrice dans un film de science fiction.
Face à cette plus grande exposition, elle est officiellement annoncée pour le rôle de la Princesse Jasmine, dans l'adaptation filmique du dessin animé Aladdin, réalisée par Guy Ritchie, le 15 juillet 2017. Aladdin sort en mai 2019 et rencontre un franc succès. Il s'agit de l’adaptation en prise de vues réelle du film homonyme de 1992, dans la lignée d'autres projets de Walt Disney Pictures comme Le Livre de la jungle (2016) et Dumbo (2019). Il met en lumière la jeune actrice,,,,,,, qui interprète dans la bande originale du film une chanson inédite, Speechless,. Un titre féministe sur lequel elle exprime la volonté de son personnage de ne plus se taire, de ne plus obéir aux règles imposées par son entourage sous prétexte qu'elle est une femme.

« C'est important de présenter aux fillettes des personnages féminins forts, intelligents, malins, avec de la répartie. »

— Naomi Scott, interview pour la promotion du film Aladdin.
Ce rôle lui vaut sa seconde proposition pour un Teen Choice Awards, qu'elle finit par remporter, et une proposition au Saturn Award de la meilleure actrice dans un second rôle.

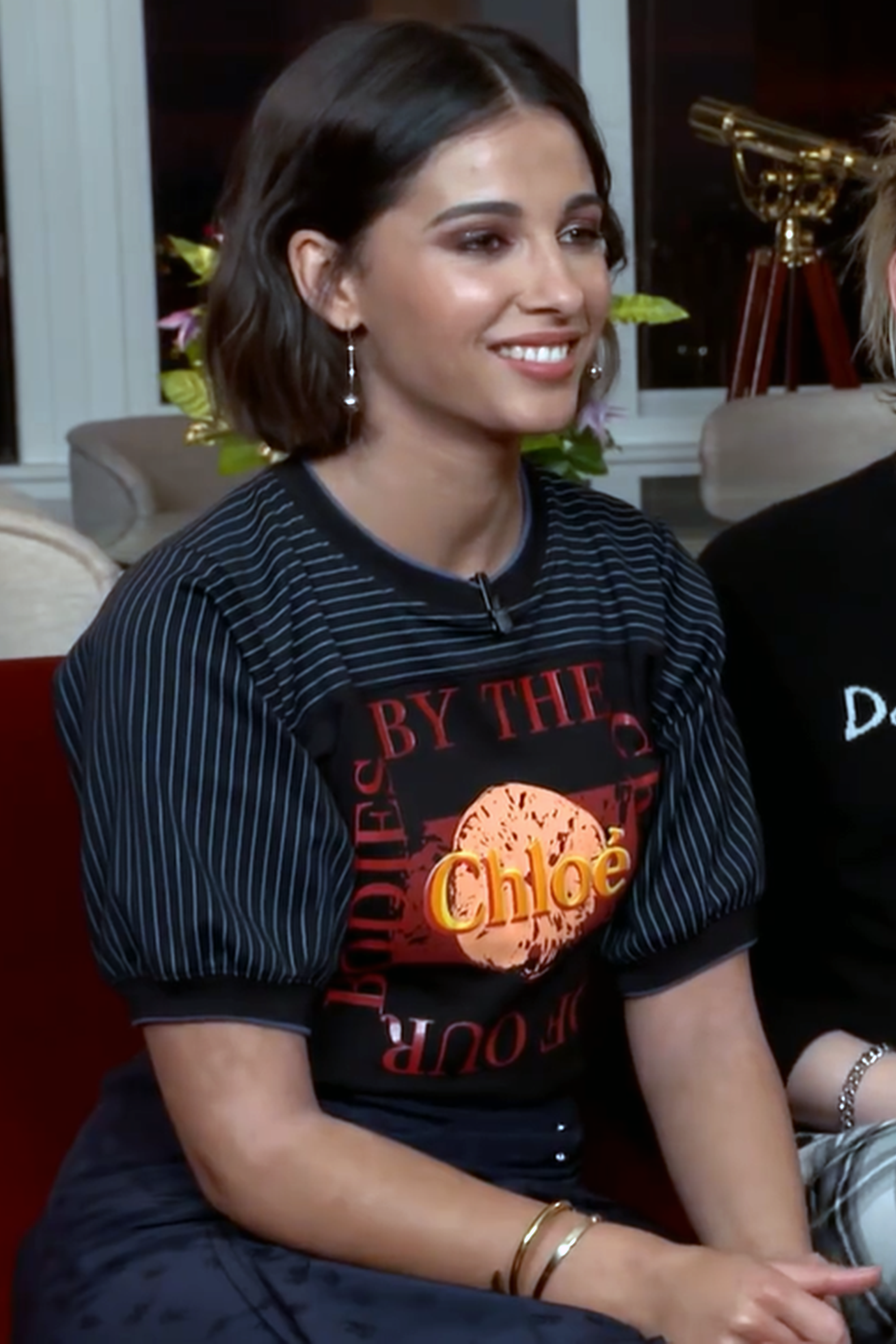
Lors de la promotion du film Charlie's Angels, en novembre 2019.

En 2018, il est annoncé qu'elle rejoint le film Charlie's Angels, se déroulant dans la continuité de la série de films Charlie's Angels et de la série culte des années 1980 de Drôles de dames qui sera réalisé et co-écrit par Elizabeth Banks. Elle sera aux côtés de Kristen Stewart et Ella Balinska, succédant ainsi à Drew Barrymore, Cameron Diaz et Lucy Liu dans les rôles principaux. Elle interprète le rôle de Elena Houghlin, le film sort à l'international, le 30 octobre 2019, et est distribué en fin d'année pour le public français,.
La même année, elle fait ses débuts comme scénariste, productrice et co-réalisatrice pour un clip vidéo aux côtés de son mari, Jordan Spence.

## Vie privée
Le 7 juin 2014, Naomi a épousé le footballeur professionnel britannique, Jordan Spence — son compagnon depuis avril 2011.
Elle reste très proche de Bridget Mendler, rencontrée en 2011 sur le tournage de Lemonade Mouth.
Depuis le tournage du film Aladdin, Naomi a développé une très forte amitié avec l’acteur canadien Mena Massoud. Ainsi qu'avec l'actrice et chanteuse americano-mexicaine Becky G présente dans le film Power Rangers avec elle.

### Philanthropie
Elle met sa renommée au service de causes qui lui tiennent à cœur. Elle est notamment engagée au côté d'une ONG chrétienne qui lutte en faveur des enfants pauvres à travers le monde, Compassion. En tant qu'ambassadrice, elle s'est ainsi rendue au Rwanda, en Éthiopie, aux côtés des équipes de cette organisation.

## Filmographie

### Cinéma

#### Longs métrages
- 2015 : Seul sur Mars de Ridley Scott : Ryoko
- 2015 : The 33 de Patricia Riggen : Escarlette
- 2017 : Power Rangers de Dean Israelite : Kimberly Hart / Ranger rose
- 2019 : Aladdin de Guy Ritchie : Jasmine
- 2019 : Charlie's Angels d'Elizabeth Banks : Elena Houghlin
- 2024 : Smile 2 de Parker Finn (en) :  Skye Riley
- 2024 : Long Distance (Distant) de Josh Gordon et Will Speck : Naomi Calloway

#### Courts métrages
- 2012 : Modern/Love de Lee Toland Krieger : Harper
- 2013 : Our Lady of Lourdes de Peter Szewczyk : Lourdes
- 2014 : Hello Again de Tom Ruddock : Maura
- 2019 : Ru's Angels : Elena Houghlin (court-métrage promotionnel pour Charlie's Angels)
- 2020 : In Vitro de Dacre Montgomery : la narratrice

### Télévision

#### Séries télévisées
- 2009 : Life Bites : Megan (rôle principal - saison 2, 11 épisodes)
- 2011 : Terra Nova : Maddy Shannon (rôle principal - saison 1, 13 épisodes)
- 2013 : By Any Means : Vanessa Velasquez (saison 1, épisode 3)
- 2015 : Inspecteur Lewis : Sahira Desai (saison 9, épisodes 1 et 2)
- 2022 : Anatomie d’un scandale : Olivia Lytton
- 2022 : Modern Love Tokyo : Emma

#### Téléfilms
- 2011 : Lemonade Mouth de Patricia Riggen : Mohini "Mo" Banjaree

### Clips
- 2011 : Somebody de Lemonade Mouth
- 2012 : Don't Stop the Revolution avec Adam Hicks, Hayley Kiyoko et Chris Brochu
- 2013 : Hurricane de Bridgit Mendler
- 2017 : Lover's Lies d'elle même
- 2019 : Speechless d'elle même (bande originale du film Aladdin)
- 2019 : Forget You d'elle-même et Jordan Spence (également scénariste et productrice)

## Voix françaises
En France, Naomi Scott n'a pas de voix régulière, mais a été doublé par Joséphine Ropion à trois reprises.
En France